# Vollore-Ville
Vollore-Ville é uma comuna francesa na região administrativa de Auvérnia-Ródano-Alpes, no departamento Puy-de-Dôme. Estende-se por uma área de 30,3 km². Em 2010 a comuna tinha 744 habitantes (densidade: 24,6 hab./km²).